# Anastasiia Chetverikova
Anastasiia Andriyvna Chetverikova (en russe : Анастасія Андріївна Четверікова), née le 13 avril 1998 à Kherson, est une céiste ukrainienne pratiquant la course en ligne. Elle remporte la médaille d'argent en C2 - 500 m lors des Jeux olympiques d'été de 2020 à Tokyo.

## Carrière
Lors des Championnats d'Europe de course en ligne de canoë-kayak 2021, elle remporte une médaille d'or en C-2 sur 500 m et une médaille de bronze sur 200 m.
Elle remporte la médaille d'argent en C2 - 500 m avec sa coéquipière Liudmyla Luzan lors des Jeux olympiques d'été de 2020 à Tokyo. Inscrite également en monoplace sur la distance de 200 m, elle échoue à se qualifier en demi-finale.

## Palmarès

### Jeux olympiques
- médaille d'argent en C2-500 m aux Jeux olympiques d'été de 2020 à Tokyo
- médaille d'argent en C2-500 m aux Jeux olympiques d'été de 20204 à Paris

### Championnats du monde
- médaille de bronze en C1-200 m aux Championnats du monde de course en ligne de 2019 à Szeged

### Championnats d'Europe
- médaille d'or en C2-500 m aux Championnats d'Europe de course en ligne de 2021 à Poznań
- médaille d'argent en C2-200 m aux Championnats d'Europe de course en ligne de 2021 à Poznań